# Giovan Giacomo Di Conforto
Giovanni Giacomo Di Conforto ili Giovanni Giacomo Conforto (1569. - Napulj, lipanj 1630.) bio je talijanski arhitekt i inženjer, aktivan uglavnom u Napulju, Italija, u kasnom manirističkom stilu.
Sudjelovao je u gradnji mnogih crkava u Napulju. Njegovi projekti uključuju Santa Teresa degli Scalzi (ili agli Studi) (1602. – 1612.) čije je pročelje dovršio Cosimo Fanzago, Santa Maria della Verità (San Agostino agli Scalzi), kao i ponovnu izgradnju Certosa di San Martino i San Severo al Pendino.